# Казки дядечка Римуса
«Казки дядечка Римуса» — збірка казок американського письменника Джоеля Гарріса, заснованих на фольклорі темношкірих рабів американського Півдня. Оповідання ведеться від особи старого негра дядечка Римуса.

## Зміст
До оригінальної збірки входить ряд казок, виданих у 1880—1948 роках, зокрема:
- Uncle Remus: His Songs and His Sayings (1880)
- Nights with Uncle Remus (1883)
- Uncle Remus and His Friends (1892)
- The Tar-Baby and Other Rhymes of Uncle Remus (1904)
- Told By Uncle Remus: New Stories of the Old Plantation (1905)
- Uncle Remus and Brer Rabbit (1907)
- Uncle Remus and the Little Boy (1910)
- Uncle Remus Returns (1918)
- Seven Tales of Uncle Remus (1948)

## Історія створення
20 липня 1879 року Гарріс вперше опублікував «Історію пана Кролика і містера Лиса, як її розповів дядечкo Римус» в газетній колонці «Atlanta Constitution», коли він підміняв іншого редактора. Це була перша з 34 байок плантації, які згодом були видані книгою. Ці історії були переважно зібрані безпосередньо з афроамериканського фольклору. На той час вони стали революційними у використанні діалектів, тварин персонажів та описі пейзажів.
Головний герой циклу — Братик Кролик, трикстер, який здебільшого перемагав своїх ворогів хитрістю та кмітливістю, хоч і не завжди вдало. Серед інших персонажів, які його оточують, Братик Лис, Братик Вовк, Братик Ведмідь та ін.
Перша книга з казками дядечка Римуса була видана наприкінці 1880 року. Згодом у світ вийшли інші книги цього циклу. Останні три — вже після смерті автора.

## Реакція
Казки були популярними як серед темношкірих, так і серед білих читачів. Марк Твен у 1883 році відмітив, що Гарріс «у сфері опису афроамериканського діалекту єдиний майстер в країні».
Редьярд Кіплінг у листах Гаррісу писав, що його казки «побігли як пожежа через англійські громадські школи… Ми зловили себе на цитуванні цілих сторінок Дядечка Римуса, які виявилися вплетені в тканину шкільного життя».
Джеймс Велдон Джонсон назвав збірку казок «найбільшим твором фольклору, яке видавала Америка».

### Критика
Деякі автори та громадські діячі критикують Гарріса, за те що той нібито «привласнив собі афроамериканський фольклор». Еліс Вокер, письменниця з Ітонтона і землячка Гарріса, написала есей «Дядечка Римус мені не друг» (англ. Uncle Remus, No Friend of Mine), в якій звинуватила письменника, що той «вкрав добру долю моєї спадщини».
Крім того, деякі автори сприйняли ідеалістичні відносини між старим негром-рабом і хлопчиком з родини плантатора, якому він розповідає свої казки, як спробу виправдати рабство.